# Petroecuador
Petroecuador (Empresa Pública de Hidrocarburos del Ecuador, Публичная углеводородная компания Эквадора) — государственная нефтегазовая компания Эквадора. Компания осуществляет нефтедобычу, нефтепереработку, транспортировку и продажу нефти и нефтепродуктов. Владеет национальной сетью автозаправочных станций Petrocomercial.

## История
Добыча нефти в Эквадоре началась в 1918 году, но крупное месторождение было обнаружено только в 1967 году в регионе Орьенте на востоке страны (часть бассейна Амазонки). В соответствии с законом от 1971 года все углеводородные запасы страны стали национальной собственностью, и для их разработки в 1972 году была создана Corporación Estatal Petrolera Ecuatoriana (CEPE, Эквадорская государственная нефтяная корпорация). Реализация закона началась в 1974 году с приобрения 25-процентной доли в консорциуме Texaco-Gulf (Texaco и Gulf Oil). Вскоре Gulf Oil вышла из консорциума, и доля CEPE увеличилась до 62,5 %. Падение цен на нефть в 1986 году принесло компании убыток в 1 млрд долларов, ещё больше положение CEPE ухудшило землетрясение 1987 года, разрушившее часть транс-эквадрского нефтепровода, по которому нефть транспортировались от месторождения к тихоокеанскому побережью для экспорта.
В 1989 году CEPE была разделена на шесть компаний, во главе которых стала новосозданная холдинговая компания Petroecuador; одной из целей реорганизации было ослабить роль профсоюза нефтяной отрасли, который противился увеличению присутствия иностранных компаний. Дочерними компаниями холдинга были Petroproduccion (нефтедобыча); Petroindustria (нефтепереработка); Petrocomercial (торговля нефтью и нефтепродуктами на внутреннем и внешнем рынках); Petrotransporte (управление транс-эквадорским нефтепроводом); Petropeninsula (нефтепереработка на НПЗ Anglo и Repetrol); Petroamazonas (доля в консорциуме CEPE/Texaco). Petroecuador принадлежало 5 НПЗ общей производительностью 151,5 тыс. баррелей в сутки. В 1990 году добыча нефти была на уровне 285 тыс. баррелей в сутки, из них 175 тыс. баррелей экспортировалось.
В 2021 году поглотила нефтедобывающую компанию PetroAmazonas.

## Деятельность
За 2021 год компанией было добыто 136 млн баррелей н. э. (377 тыс. баррелей в сутки), из них 101,3 млн баррелей было экспортировано (включая нефтепродукты).
Компанией в 2021 году было переработано 53,5 млн баррелей нефти, крупнейший НПЗ находится в Эсмеральдасе (110 тыс. баррелей в сутки), также имеются в городах Ла-Либертад (45 тыс. баррелей в сутки) и Шушуфинди (20 тыс. баррелей в сутки). Импорт нефтепродуктов составил 56,9 млн баррелей.